# Пещера (роман Алданова)
«Пещера» — роман русского писателя-эмигранта Марка Алданова, впервые изданный в 1932—1934 годах. Заключительная часть трилогии, продолжение романов «Ключ» и «Бегство».

## Сюжет
Действие романа происходит в 1920-х годах в разных городах Европы: там живут герои «Ключа» и «Бегства», ставшие теперь эмигрантами. Алданов относится к ним с сочувствием, но в то же время с иронией, показывая, как новая жизнь меняет людей. Один из главных героев, химик Браун, совершает самоубийство, другой, Федосьев, уходит в католические монахи.
В отличие от предыдущих частей цикла, в «Пещере» нет единого сюжета, роман распадается на отдельные сцены. В него включена вставная новелла «Деверу», которую Алданов приписывает Брауну: её действие происходит в 1634 году, заглавный герой — ирландец, офицер армии императора Фердинанда II, который организует убийство герцога Валленштейна. Возможно, изначально Алданов планировал создать отдельный роман об эпохе Тридцатилетней войны.

## Создание и оценки
Алданов не планировал с самого начала создание трилогии об эмигрантах, и каждый из трёх романов стал вполне завершённым и самостоятельным произведением. Тем не менее, закончив «Бегство» в 1931 году, он сразу начал работу над «Пещерой». В предисловии к первому отдельному книжному изданию «Бегства», увидевшему свет в 1932 году, Алданов написал: «К людям „Ключа“ — „Бегства“ я, быть может, ещё вернусь». В общей сложности он писал «Пещеру» почти четыре года, регулярно отвлекаясь на создание исторических очерков и на журналистскую работу. Писатель планировал, закончив роман, уйти из литературы, но не сделал этого.
«Пещера» была впервые издана на страницах журнала «Современные записки» в 1932—1934 годах (номера 50, 51, 54—57). Книжный вариант в виде двухтомника увидел свет в 1934—1936 годах. «Пещера» имела меньший успех у широкой публики и критиков; это было связано как с приближением Второй мировой войны, из-за которого сюжет новой книги Алданова казался не слишком актуальным, так и с меньшими художественными достоинствами «Пещеры» по сравнению с предыдущими частями трилогии.